# Signiphora merceti
Signiphora merceti is een vliesvleugelig insect uit de familie Signiphoridae. De wetenschappelijke naam is voor het eerst geldig gepubliceerd in 1917 door Malenotti.